# Bengt Brudsson (Lejonansikte, Bengt Nilssons ätt)
Bengt Brudsson (Lejonansikte, Bengt Nilssons ätt), född på 1300-talet, död på 1300-talet, var en svensk häradshövding.

## Biografi
Bengt Brudsson (Lejonansikte, Bengt Nilssons ätt) var son till Brud Benason (Lejonansikte, Bengt Nilssons ätt). Han nämns första gången 1342 och var från 1357 till 1360 häradshövding i Östbo härad. Bengt Brudsson nämns 1390 som avliden.

### Egendom
Bengt Brudsson ägde gods i Handbörds härad, Västbo härad och Östbo härad i Småland, i Kinds härad i Västergötland, i Bankekinds härad och Skärkinds härad i Östergötland.

### Familj
Bengt Brudsson gifte sig senast 1349 med Gunna. De fick tillsammans en dotter som var gift med Nils Erlandsson (Sparre), Magnus Bengtsson (död 1357), underlagmannen Arvid Bengtsson och lagmannen Brud Bengtsson.